# Sayaka Mizoe
Sayaka Mizoe (japanisch 溝江 明香 Mizoe Sayaka; * 16. Juni 1990 in Tokio) ist eine japanische Beachvolleyballspielerin.

## Karriere
Von 2010 bis 2012 bildeten Shinako Tanaka und Sayaka Mizoe ein Beachpaar, bestes Ergebnis war ein dreizehnter Rang bei den Phuket Open. In den folgenden drei Spielzeiten erreichte die in der japanischen Hauptstadt geborene Sportlerin mit ihrer neuen Partnerin Takemi Nishibori sechs Mal den neunten Platz bei Open-Turnieren und das gleiche Resultat beim Grand Slam von Yokohama. Außerdem wurden die beiden Fünfte bei den Asienmeisterschaften 2016. Der größte Erfolg des Duos war jedoch die Finalteilnahme bei den Mangaung Open 2014. Mit Suzuka Hashimoto, mit der Mizoe ab 2017 gemeinsam spielte, siegte sie 2018 beim Ein-Stern-Turnier auf der Tuần Châu Insel und beim direkt darauf folgenden Zwei-Sterne-Event in Jinjiang. Bei den Asienmeisterschaften im gleichen Jahr belegte sie, wie schon zwei Jahre zuvor, auch mit ihrer neuen Partnerin den fünften Platz.
Nach der geringfügig erfolgreichen Zusammenarbeit mit ihrer früheren Partnerin Take Nishibori – bestes Ergebnis war ein fünfter Rang bei einer Zwei-Sterne Veranstaltung – und einigen nationalen Turnieren, die sie mit Sakurako Fujii bestritt, bildete Sayaka Mizoe ab November 2021 mit Miki Ishii ein neues Team. Das Duo startete mit einem neunten Platz beim vier-Sterne-Event in Itapema und gewann anschließend die Silbermedaille bei den Asienmeisterschaften. Bei den Weltmeisterschaften im folgenden Jahr in Rom siegten die beiden nach Niederlagen gegen die Schweizerinnen Joana Heidrich und Anouk Vergé-Dépré sowie gegen die späteren Europameisterinnen Anastasija Kravčenoka und Tīna Graudiņa aus Lettland im entscheidenden Spiel um den dritten Platz im Pool gegen Imane Zeroual und Mahassine Siad aus Marokko. Anschließend gewannen die beiden Japanerinnen auch das Spiel in der Lucky Loser Runde gegen die Mexikanerinnen Atenas Gutierrez / Maria Quintero. Nach der Niederlage in der ersten Hauptrunde gegen die späteren Weltmeisterinnen Eduarda Santos Lisboa und Ana Patrícia Silva Ramos belegten Miki Ishii und Sayaka Mizoe im Endklassement der WM den geteilten siebzehnten Platz. Beim folgenden Elite16 in Gstaad erreichten sie den neunten Rang.